# Justin Haynes
Justin Grant Alan Haynes (* 24. Februar 1973 in Ottawa; † 13. März 2019 in Toronto) war ein kanadischer Jazzmusiker (Gitarre, auch Piano, Komposition).

## Leben und Wirken
Haynes wuchs in Ottawa auf, besuchte die Earl of March High School in Kanata und lernte zunächst klassisches Gitarrenspiel, bevor er – beeinflusst von Joe Pass – zur Jazzgitarre wechselte. Bereits während seiner Highschool-Zeit trat er im Cafe Wim am Sussex Drive auf (mit Jordan O’Connor). Als junger Erwachsener zog er schließlich nach Toronto. Im Laufe seiner Karriere arbeitete Haynes in Ottawa und Toronto mit Vernon Isaacs, Roddy Ellias, Rebecca Campbell, John Geggie, Jim Bryson, Jamie Gatti, Tena Palmer, Kevin Turcotte, Kirk MacDonal, Nick Fraser und Jordan O’Connor.
Neben seiner Musikerkarriere arbeitete Haynes ehrenamtlich als Musikpädagoge mit autistischen Kindern. Außerdem nahm er Unterricht bei Gary Peacock in New York und bei Ralph Towner in Seattle. In den folgenden Jahren arbeitete er in musikalischen Projekten mit Andy Stochansky, Rebecca Campbell, Hugh Marsh sowie den isländischen Musikern Hilmar Jensson und Petur Gretarsson. Er legte das Soloalbum Show vor; des Weiteren schrieb er Kompositionen für Theatergruppen und Kurzfilme. Kurz vor Ende seines Lebens war er obdachlos. Im Bereich des Jazz war er zwischen 1997 und 2015 an acht Aufnahmesessions beteiligt, u. a. mit dem Jean Martin Trio und Anthony Braxton (Creative Orchestra (Guelph) 2007). Haynes starb unter ungeklärten Umständen in der zweiten Märzwoche 2019 im Alter von 46 Jahren.

## Diskographische Hinweise
- Justin Haynes, Tena Palmer: Not Drowning . . . Waving (1996)
- Nick Fraser/Justin Haynes/Quinsin Nachoff: Owls in Daylight (1997)
- Jean Martin / Kevin Turcotte / Justin Haynes: Get Together Weather (Unity Record, 1999)
- Rebecca Campbell, Justin Haynes: The Sweetest Noise (2002)
- Nick Fraser, Justin Haynes: Are Faking It. (The Canada Council for the Arts, 2004)
- Jean Martin/Justin Haynes: Freedman (2008)